# Kudász József
Kudász József (Keresztespüspöki, 1904. július 10. – Budapest, 1981. július 27.) magyar orvos, sebész, szívsebész, egyetemi tanár, az orvostudományok kandidátusa (1952). Az Egészségügyi Tudományos Tanácsnak (ETT) tagja, a Sebész és Mellkassebész, valamint a Kardiológiai Társaságnak vezetőségi tagja volt. Lánya, Kudász Emese (1943–2010) magyar festőművész volt.

## Életpályája
Szülei Kudász Géza önálló kántortanító és Mayer Irma. A mezőkövesdi Szent László Gimnáziumban érettségizett 1924-ben. Ösztöndíjjal a bolognai orvosegyetem hallgatója lett, ahol 1931-ben szerzett orvosdoktori diplomát, amit a Debreceni Orvostudományi Egyetem honosított. 1933–1937 között a pécsi kórbonctani intézet tanársegédje volt. 1940-től a Szent Rókus Kórházban alorvos, később főorvos volt. 1940. szeptember 3-án sebész oklevelet szerzett. Katonai szolgálatát 1941-ben a debreceni hadikórházban, illetve 1944–1945 között a szombathelyi hadikórházban teljesített. 1946-ban sebész főorvosként a Szent László Kórház vezetésével bízták meg. 1947. június 1-től a Szent István Kórház gyermeksebészeti osztályának főorvosaként tevékenykedett. 1950–1955 között a pécsi II. sz. sebészeti klinika igazgatója volt. 1951-től egyetemi tanár volt. 1955–1957 között a budapesti III. sz. sebészeti klinika igazgatója volt. 1957–1975 között a IV. sz. szívsebészeti klinika igazgatója volt. 

### Munkássága
Még közkórházi orvosként a gyermeksebészet keretein belül kezdett foglalkozni a szívsebészettel, és oktatóként részt vett a gyermeksebész szakképzésben. Fő kutatási területén, a szív- és érsebészetben úttörő jelentőségű eredményeket ért el. Elsőként végzett hazánkban Blalock-műtétet, Swann-módszerrel aorta commissurotomiát, és ő alkalmazta először a median sternotomiás feltárást. 1960-ban a vezetése alatt álló munkacsoport hajtotta végre az első sikeres hazai extracorporalis perfúzióval végzett nyitott szívműtétet. Több mint 100 tudományos közleménye jelent meg. Tudományos eredményeit összegező Operálható szívbetegségek című monográfiája (Kunos Istvánnal, Budapest, 1965) mérföldkőnek számított a magyar tudományos életben. Az érsebészet területén számos új eljárást alkalmazott (vazorenalis hypertonia műtéti megoldása stb.). Traumatológiával is foglalkozott; elsők között végzett combnyakszögezést. Jelentős volt oktatói tevékenysége is. Számos külföldi sebésztársaság, köztük a német Leopoldina Akadémia tagjává választotta.

## Művei
- Wiederherstellungschirurgie an Herz un Herzbeutel (társszerző, Berlin, 1959)
- Operálható szívbetegségek (monográfia, Kunos Istvánnal, Budapest, 1965)

## Díjai
- Kiváló Orvos (1954)
- Balassa János-emlékérem (1965)[2]

## Emlékezete
- 1998-ban létrehozták a Kudász József Emlékérmet
- 2010-ben a Semmelweis Egyetem Ér- és Szívsebészeti Klinikájának I. emeletén Kudász József domborműves emléktábláját avatták fel (Krasznai János műve)[3]